# 齐文俭
齐文俭（1913年—1984年），男，直隶灵寿人，中华人民共和国政治人物，曾任河南省人民委员会副省长，河南省政协副主席。